# Herb Opatowa
Herb Opatowa – jeden z symboli miasta Opatów i gminy Opatów w postaci herbu. 

## Wygląd i symbolika
Herb przedstawia na niebieskiej tarczy basztę forteczną z dwoma wykuszami po bokach barwy białej z dachem barwy pomarańczowej. Tarczę herbową otacza srebrna bordiura.

## Historia
Pierwszy znany wizerunek herbowy został opisany w zbiorach Wiktora Wittyga, jest to odcisk pieczęci miejskiej na dokumencie datowanym na 1535 r. Przedstawia on mury miejskie z dwiema wieżami po bokach, nakryte dachami z proporcami. Pośród tych wież znajduje się zamknięta chyba osadzona na solidnych zawiasach brama miejska zwieńczona półkolistym łukiem kamiennym. Herb w tej formie był nieprzerwanie stosowany do początków XIX wieku. Wówczas to herb został zamieniony na herby państwowe lub gubernialne obowiązujące na tych ziemiach w XIX wieku. Do swojej pierwotnej formy powrócił dopiero w latach trzydziestych XX wieku. W latach dziewięćdziesiątych XX wieku tło czerwone zastąpiono niebieskim aby zielony dach mógł mieć czerwoną barwę.